# Halle (Bélgica)
Halle es una ciudad y municipio flamencos en el distrito de Halle-Vilvoorde, en la Provincia de Brabante Flamenco. La ciudad se encuentra en el canal Charleroi-Bruselas y en el lado flamenco de la frontera lingüística que separa la Región Flamenca de la Región Valona. Desde el punto de vista geográfico, Halle se halla en la frontera entre las planicies flamencas del norte y las tierras ondulantes de Brabante al Sur. La ciudad está en la frontera con la Pajottenland al oeste. El idioma oficial de la ciudad y de la región flamenca es el neerlandés.
La municipalidad de Halle comprende la ciudad de Halle propiamente dicha y los pueblos de Buizingen y Lembeek. Los pueblos vecinos son en Región Flamenca Pepingen, Sint-Pieters-Leeuw y Beersel y en Región Valona Braine-l'Alleud, Braine-le-Château y Tubize. La población de Halle está aumentando lentamente de 32.758 habitantes en 1991 a 42.047 el 1 de enero de 2023.

## Historia

### Edad Antigua
En el sitio donde está la oficina principal de correos construida sobre el hospital medieval de San Eligio o San Eloy se encontraron restos de cerámica de la Edad de Hierro (el período de La Tène, del siglo V al IV a. C.).
Los nervios habitaban esta zona cuando los romanos conquistaron Bélgica.

### Edad Media
La Santa Waltrudis (llamada Waldetrudis en neerlandés, Waltraud en alemán y Waudru en francés), un miembro importante de la dinastía franca de los merovingios, poseía tierras en Halle. En 686 ella le regaló estas tierras a la abadía de Mons, que ella misma había fundado en 661.
Adelaida (Alix) de Holanda regaló la estatua de Nuestra Señora a la ciudad con motivo de su boda con Juan I de Avesnes, heredero del condado de Henao. Esta sería la estatua que se convertiría en un motivo de culto.

### Renacimiento
La posición estratégica de Halle en la frontera entre Henao, Brabante y Flandes causó problemas. Cuando María de Borgoña murió en 1482, la mayoría de las ciudades principales flamencas y de Brabante se rebelaron contra su viudo autoritario, Maximiliano I de Habsburgo, que se resistía a respetar los derechos de las ciudades. Halle, como ciudad de la región de Henao, estaba al lado de Maximiliano. En 1489 un ejército de Bruselas bajo el mando de Filips van Kleef sitió dos veces Halle, pero no consiguió tomarla.
Cuando Carlos I se dirigía de la península ibérica al Sacro Imperio Romano Germánico para hacerse coronar emperador, se detuvo en Halle para agradecerle a la Virgen Negra por su elección.
En 1580, durante la guerra de los Ochenta Años, Halle, de mayoría católica, fue atacada por el calvinista Olivier van den Tympel, gobernador por Guillermo de Orange en Bruselas, pero no pudo entrar a la ciudad.
Las guerras de Luis XIV le ocasionaron graves daños a la ciudad: las murallas fueron destruidas. La vida económica se vio reducida durante los tiempos austríacos mientras que los peregrinajes siguieron siendo tan concurridos como antes.

### Edad Moderna
Durante el período de ocupación francesa (1795-1814) los duques de Arenberg se convirtieron en los únicos propietarios del Bosque de Halle o Hallerbos. En aquel entonces dicho bosque tenía una extensión de 644 hectáreas. Antes era mayor pero había sido talado para dar lugar a terrenos agrícolas.
La actividad religiosa fue restringida hasta que se produjo el Concordato de 15 de julio de 1801, cuando los ritos católicos de adoración volvieron a tener lugar. Durante las fiestas de Pascua de 1805 hubo unos 150.000 peregrinos en la ciudad.
La actual Halle fue organizada administrativamente en 1977 cuando se fusionó con las comunas de Buizingen y Lembeek.
El 9 de mayo de 2004 hubo una manifestación de unas 13 000 personas del movimiento flamenco para exigir la división de la zona electoral Bruselas-Halle-Vilvoorde.

## Demografía

### Evolución
Todos los datos históricos relativos al actual municipio, el siguiente gráfico refleja su evolución demográfica, incluyendo municipios después de efectuada la fusión el 1 de enero de 1977.
| Gráfica de evolución demográfica de Halle entre 1846 y 2023 |
|                                                             |

## Edificios de interés
- La Basílica de San Martín, también conocida como la iglesia gótica de Nuestra Señora, es una basílica en el estilo del alto Gótico que fue un sitio popular de peregrinaje desde los siglos XIV y XV. La iglesia contiene una imagen famosa de la Virgen Negra.
- La antigua alcaldía de 1616 en la Plaza Mayor (Grote Markt) es de estilo Renacimiento flamenco, que es una mezcla de Gótico, Renacimiento y Barroco.

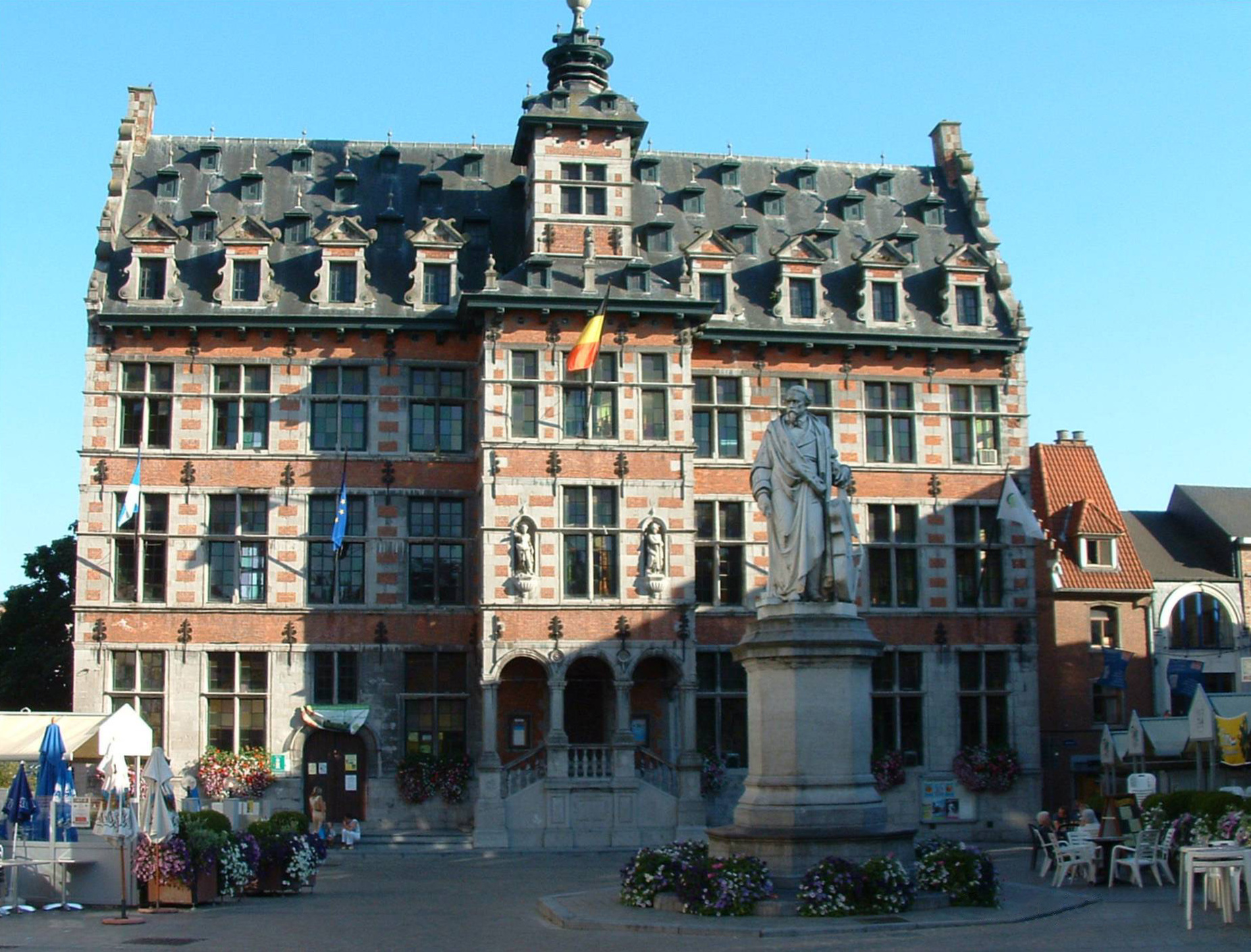
Alcaldía

- El antiguo colegio de jesuitas de 1650 en estilo Renacimiento con una puerta barroca es actualmente una academia de música y danza y el museo de Brabante Suroccidental.

## Economía
Halle cuenta con numerosas industrias de procesamiento de alimentos.

## Eventos
- Cada año, en primavera, se celebran los Carnavales durante tres días. El carnaval de Halle se organiza con diferentes interrupciones desde 1905 y se ha convertido en uno de los carnavales más grandes de Bélgica.
- El Lunes de Pascua tiene lugar la procesión de San Verona. En esta procesión se transportan las reliquias del santo alrededor del pueblo de Lembeek.
- Halle también es un sitio de peregrinaje de la Virgen María. Esta tradición tiene al menos siete siglos de antigüedad.